# Вили Брант
Вили Брант, право име Херберт Ернст Карл Фрам (Либек, 18. децембар 1913 — Ункел, 8. октобар 1992) је био немачки социјалдемократски политичар државник. Од 1957. до 1966. је био градоначелник Берлина, од 1966. до 1969. министар иностраних послова Савезне Републике Немачке а од 1969. до 1974. и њен канцелар. Водио је политику попуштања затегнутости у свету, посебно у односима са источноевропским земљама, а његова „источна политика“ је допринела стабилизацији прилика у Европи. Као признање за рад на побољшању односа са Демократском Републиком Немачком, Пољском и Совјетским Савезом, добио је Нобелову награду за мир 1971. године. Омиљена, али истовремено контроверзна личност, даје оставку на место канцелара после шпијунске афере 1974. године.

## Детињство и младост, рат
Брант је, под именом Херберт Ернст Карл Фрам, рођен 18. децембра 1913. године у немачком граду Либеку, у скромној радничкој породици. Одгајила га је самохрана мајка, Марта Фрам (1894—1969). Отац му је био рачуновођа из Хамбурга, Џон Хајнрих Мелер (1887—1958), којег Брант никада није упознао. Након матуре 1932. године, постао је шегрт агента за бродове Ф. Х. Бертлинга, јер је у међувремену због промене политичке опције остао без стипендије за студије. Придружио се „Социјалистичкој омладини“ 1929. године, а Социјалдемократској партији Немачке (СПД) 1930. године.
Напустио је СПД да би се учланио у Социјалистичку радничку партију (СРП), која је у то време била блиска са Радничком партијом марксистичког јединства (ПОУМ) (шп. Partido Obrero de Unificación Marxista) у Шпанији и Независном радничком партијом у Уједињеном Краљевству. Године 1933, уз помоћ својих веза на луци из времена док је био шегрт, напустио је Немачку и отпутовао за Норвешку, како би избегао прогањање од стране нацистичких агената. Тада је себи променио идентитет псеудонимом Вили Брант.
Од септембра до децембра 1936. године, трајала је његова посета Немачкој, када се представљао као норвешки студент Гунар Гасланд (норв. Gunnar Gaasland). Године 1937, радио је као новинар у Шпанији у којој је беснео грађански рат. Немачка му је 1938. године одузела држављанство, тако да је поднео захтев за добијање норвешког. Немачка окупациона војска га је ухапсила 1940, јер нису могли да га идентификују пошто је носио норвешку униформу. Успео је да побегне из затвора у неутралну Шведску. Августа 1940, постао је држављанин Норвешке. Пасош му је издала норвешка амбасада у Стокхолму, где је живео до краја рата.

## Градоначелник Берлина, министар иностраних послова, канцелар
Вратио се у Берлин 1946. године, радећи за норвешку владу. Године 1948. започео је политичку каријеру у Социјалдемократској партији Немачке (СПД) у Берлину. Постао је немачки држављанин, а свој дотадашњи псеудоним је озваничио. Залагао се против совјетске интервенције у Мађарској револуцији 1956, и био је против предлога Хрушчова да Берлин постане слободан град. Владало је мишљење да припада десном крилу своје партије, што се касније променило. Имао је пуну подршку моћног издавача Аксела Шпрингера. Од 3. октобра 1957. до 1966. био је градоначелник Западног Берлина, у стресном времену за град, када је изграђен Берлински зид.
За председника СПД-а, изабран је 1964. године. На том месту је био све до 1987.
Био је СПД-ов кандидат за канцелара 1961. године, када је изгубио од Конрада Аденауера и његове Хришћанско демократске уније Немачке (ХДУ). Године 1965. поново се кандидовао и поново изгубио од популарног Лудвига Ерхарта. Али Ерхартова влада је кратко трајала, и 1966. оформљена је велика коалиција СПД-а и ХДУ-а. Брант постаје министар иностраних послова и потпредседник Владе (вицеканцелар). После избора 1969. године, поново са Брантом на челу изборне листе, СПД ојачава и после три недеље преговора, ствара се владајућа коалиција са малом либералном Слободном демократском партијом Немачке, а Брант постаје канцелар. Његове домаће реформе су обично кочили коалициони партнери у Бундестагу и локалне власти (нарочито ХДУ/ЦСУ). Године 1970. постаје личност године магазина „ТАЈМ“ (TIME).
У спољним пословима, Брант ће остати познат по својој „источној политици“. Та политика се највише огледала у сарадњи са Немачком Демократском Републиком, Совјетским Савезом, Пољском и осталим државама Источног блока.
„Источна политика“ се многима чинила недопустивом, због чега је неколико чланова његове коалиције променило страну. Неки Немци су сматрали да је Брантова „источна политика“ велеиздајничка.
У мају 1972, опозициона ХДУ се надала да ће имати већину у Бундестагу и тражила је да се расправља о неповерењу Брантовој влади. На опште изненађење, гласање је пропало. Много касније се сазнало да су два члана ХДУ-а била плаћена од стране Министарства државне безбедности Немачке Демократске Републике да гласају за Брантов останак на власти.
Политика дијалога са комунистичким државама свакако је допринела промени менталитета људи у Источном блоку и као и каснијем паду тадашњих комунистичких режима на истоку.
Да би пркосио теоријама да гаји симпатије према комунизму, Брант је имплементирао законе који су блокирали наступе било каквим радикалним политичким опцијама у Немачкој. Те одлуке су се односиле и на екстремну левицу и на екстремну десницу.

## Оставка
Године 1973. немачка контраобавештајна служба (БНД) је добила информацију да је један од Брантових помоћника, Гинтер Гијом, шпијун Источне Немачке. Од Бранта је тражено да настави свој уобичајени посао, с чим се он сложио, као и да оде на заједнички викенд са Гијомом. Гијом је ухапшен 24. априла 1974. У исто време, појавиле су се тврдње о неким детаљима из Брантовог приватног живота (да је имао кратку љубавну везу са знатно млађом женом од себе) у дневним новинама. Брант је помишљао на самоубиство, чак је написао и опроштајно писмо. Оставку је поднео 7. маја 1974. године.
На месту канцелара, Бранта је заменио социјалдемократа Хелмут Шмит.

## Извињење жртвама нацизма из Другог светског рата
Вили Брант ће такође остати упамћен по једном свом гесту који је имао веома позитиван одјек у целом свету. Године 1971. када је био у званичној посети Пољској, Брант је клекао пред споменик Пољацима палим у Другом светском рату као жртве нацизма.
У Немачкој, 27. јануар, дан када је Црвена армија ослободила Аушвиц 1944. године, одређен је као Дан сећања на жртве нацизма.

## Каснији живот
После свог канцеларског мандата, остао је председник СПД-а, све до 1987. и посланик у Бундестагу. Био је на челу Социјалистичке Интернационале од 1976. до 1992, радећи на проширењу те организације ван граница Европе. Године 1977. именован је на место првог човека Независне комисије за развој, где је начинио извештај 1980. у коме се говори о драстичним променама у намерама развијених држава да се допринесе бржем развитку Трећег света. Тај извештај је такође познат и као Брантов извештај.
Године 1974. године, појавила се могућност да Португал постане комунистички; Брант је подржао Соарезову Социјалистичку партију, која је доживела велику победу и која је учинила да Португал постане демократска земља. Такође је подржао Фелипеа Гонзалеза, који је био први демократски изабран председник Владе Шпаније након смрти диктатора Франка.
Крајем 1989. године, постао је један од првих лидера у Западној Немачкој који је поздравио идеју за уједињењем две Немачке. Његова јавна изјава: „Сада заједно расте оно што је заједничко“, је тих дана била веома често цитирана.
Једно од последњих појављивања Бранта у јавности је било када је одлетео за Багдад, где је требало да преговара са Садамом Хусеином на ослобођењу заробљеника заточених после инвазије на Кувајт 1990. године.
Брант је био члан Европског парламента од 1979. до 1983. године и почасни председник СПД-а од 1987. све до своје смрти 1992. Када је СПД преселио своју централу из Бона у Берлин средином деведесетих, преименовао ју је у „Кућа Вилија Бранта“.

## Прва Брантова влада (21. октобар1969—14. децембар1972)
- Вили Брант (СПД) - Канцелар
- Валтер Шел (ФДП) – Потпредседник владе (вице-канцелар) и министар иностраних послова
- Хелмут Шмит (СПД) – Министар одбране
- Ханс-Дитрих Геншер (ФДП) – Министар унутрашњих послова
- Алекс Милер (СПД) – Министар финансија
- Герхард Јан (СПД) – Министар правде
- Карл Шилер (СПД) – Министар економије
- Валтер Арент (СПД) – Министар за рад и социјалну политику
- Јозеф Ертл (ФДП) – Министар исхране, агрокултуре и шумарства
- Георг Лебер (СПД) – Министар транспорта, поште и комуникација
- Лауриц Лаурицен (СПД) – Министар грађевинарства
- Кете Штробел (СПД) – Министар омладине, породице и здравља
- Ханс Лојсник – Министар просвете и науке
- Ерхард Еплер (СПД) – Министар економских односа
- Хорст Емке (СПД) – Министар за специјалне дужности
- Егон Франке (СПД) – Министар унутар-немачких односа

Промене
- 13. мај 1971. – Карл Шилер (СПД) заменио Милера као министар финансија, као и министар економије.
- 15. март 1972. – Клаус фон Донани (СПД) заменио Лојсника као министар просвете и науке.
- 7. јул 1972. – Хелмут Шмит (СПД) заменио Шилера као министар финансија и економије. Георг Лебер (СДП) заменио Шмита као министар одбране. Лауриц Лаурицен (СПД) заменио Лебера као министар транспорта, поште и комуникација, као и министар грађевинарства.